# Дементьевка (река)
Дементьевка — река в Томской области России, правый приток Панфиловки. Устье реки находится в 1 км от устья Панфиловки по правому берегу. Протяжённость реки 19 км. Высота устья 111 м.

## Данные водного реестра
По данным государственного водного реестра России относится к Верхнеобскому бассейновому округу, водохозяйственный участок реки — Чулым от водомерного поста села Зырянское до устья, речной подбассейн реки — Чулым. Речной бассейн реки — (Верхняя) Обь до впадения Иртыша.
Код водного объекта — 13010400312115200021698.